# Oscar Loya

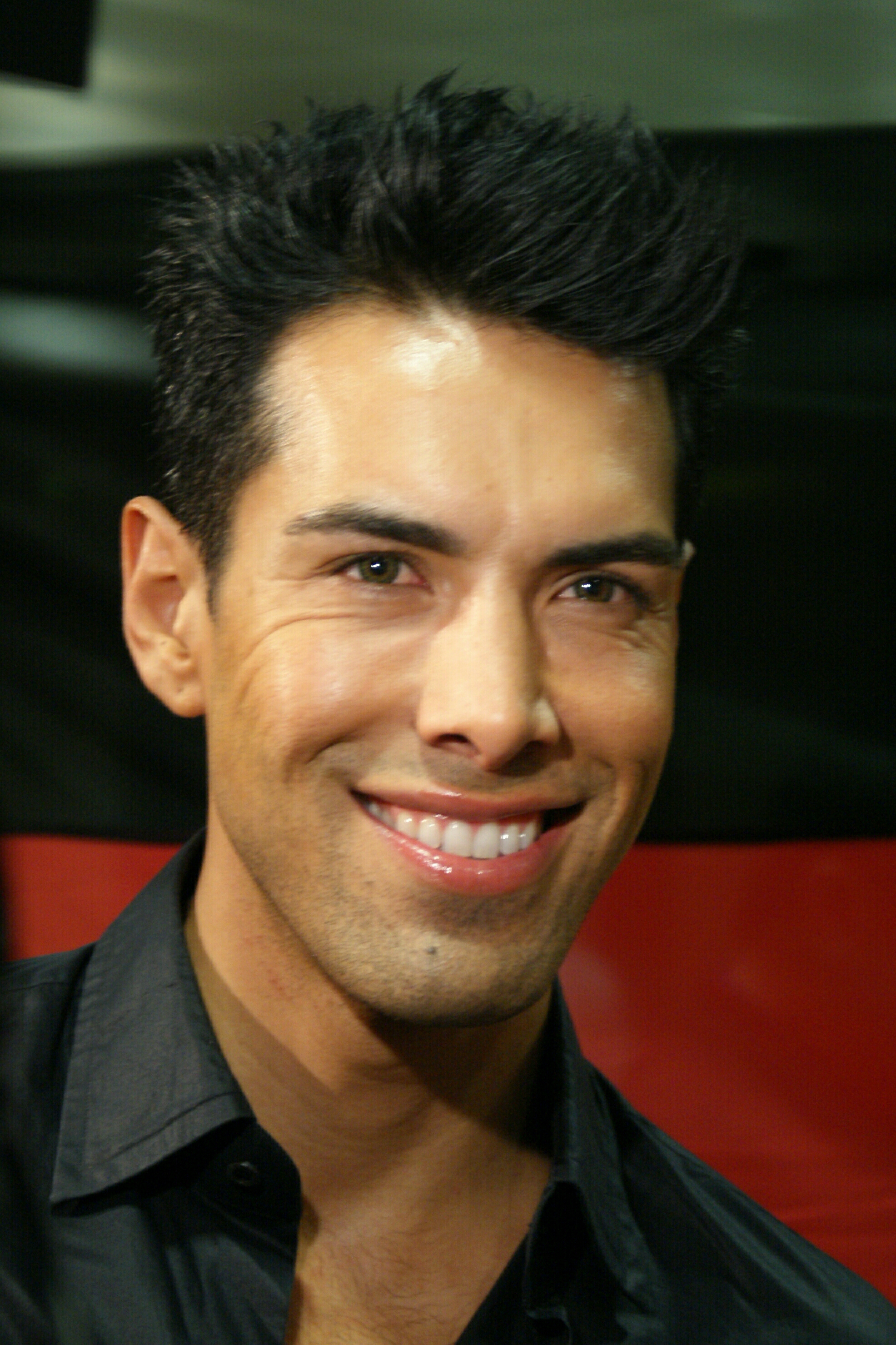
Oscar Loya in Moscow, 2009

Oscar Loya (nascido a 1979, em Indio, Califórnia) é um artista de musicais teatrais da Brodwy Americana. Actualmente vive em Munique.

## Festival Eurovisão da Canção
Oscar Loya foi seleccionado internamente, para representar a Alemanha no Festival Eurovisão da Canção 2009, com a canção "Miss Kiss Kiss Bang", onde ficou em 20º lugar com 35 pontos.